# مطبخ ماليزي

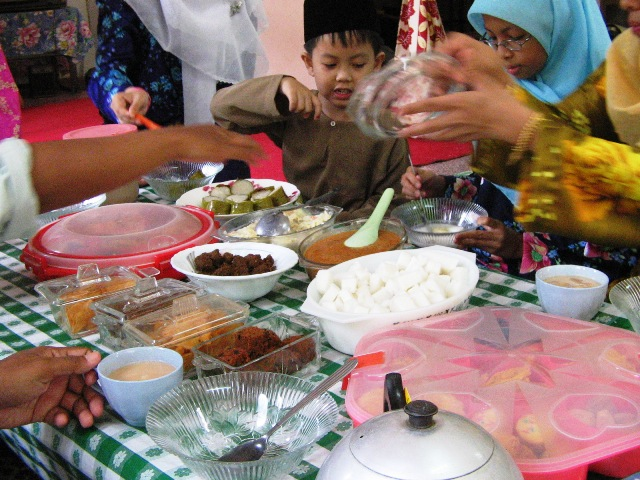
أسرة ماليزية تتناول طعام عيد الفطر

تنعكس في المطبخ الماليزي تأثيرات العديد من المجموعات العرقية التي تستوطن ماليزيا، فكل مجموعة عرقية في ماليزيا تتميز بأطباقها الخاصة، وكثير من الأطباق الماليزية هي مزيج من تأثيرات عرقية متنوعة. وقد تختلف طريقة تحضير الطعام من مكان إلى مكان حتى في نفس نوع الطعام أحياناً، فيتباين المذاق والشكل الخارجي للطعام باختلاف طريقة طهيه، مع أن مكوناتها الأساسية متشابهة.

## الأطعمة الأساسية

### الأرز

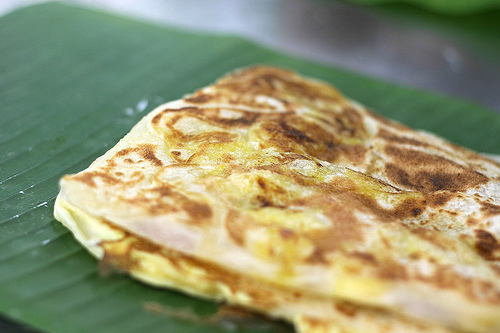
"روتي كاناي" نوع من الخبز التقليدي في ماليزيا، ويظهر في الصورة وقد وضع على ورقة موز

يعتبر الأرز من الأطعمة الأساسية في ماليزيا كما هو في معظم دول المنطقة، الأرز المستخدم في ماليزيا إما محلي أو الأرز التايلندي المميز برائحته العبقة. كما يستخدم الأرز البسمتي الهندي في أطباق «البرياني» لتميزه بطول حبته ورائحته ومذاقه المميزين، كما بدأ الأرز الياباني ذو الحبة القصيرة يدخل المطبخ الماليزي ـ ولكن بدرجة أقل ـ وذلك مع اتجاه الماليزيين إلى إدخال مذاقات أخرى على طعامهم.

### النودلز
ومن الأطعمة الشعبية أيضاً النودل (الشعرية)، ومن أنواعه المعروفة في ماليزيا «بي هون» (بالصينية 米粉) (شعرية الأرز) و«كواي تيو» (لغة صينية | بالصينية) (وهو نودل قصير مسطَّح ومنفوش يصنع من الأرز ولونه أبيض) و«مي» (بالصينية 面) (النودل الأصفر) و«مي سواه» (بالصينية 面线) (وهو نوع من شعرية القمح ذات الأعواد الرفيعة جداً) و«يي مين» (بالصينية 伊面) (الشعرية سابقة القلي) و«اللانجكا» (بالصينية 冬粉) (شعرية عديمة اللون تصنع من الفول الأخضر) وأنواع أخرى تعتبر مصدراً هاماً للنشويات إلى جانب الأرز الذي يوجد في كل الوجبات تقريباً.

### الخبز
ويستهلك الخبز الهندي (مثل النان والبوري والروتي كاناي والثوساي والإدلي) على نطاق واسع في إفطار الماليزيين، أما الخبز الغربي فهو إضافة حديثة نسبياً إلى الطعام الماليزي، ولم يجد إقبالاً إلا لدى الأجيال الأخيرة من الماليزيين.

## البروتين

### الدواجن
يتم التعامل مع الدواجن الماليزية وفقا لمعايير الحلال، لتتوافق مع الدين المهيمن والرسمي في البلاد، الإسلام.
المصدر الأول للدجاج في ماليزيا هو المزارع المحلية، وهو يعد مصدراً رخيصاً للحوم، وقد درج الماليزيون على تربية الدجاج في مزارع عالية حيث يُذبح الدجاج حسب الاحتياج في سوق محلية (تسمى بالإنجليزية wet market). ويمكن تنظيف الدجاج المذبوح في آلة مخصصة لإزالة الريش مقابل مبلغ زهيد، وتتكون هذه الآلة من وعاء كبير يحتوي على ماء ساخن ويقوم بنزع الريش عن طريق الاهتزاز الشديد، وبعد إزالة الريش تجري بقية الخطوات ـ من تقطيع وتنظيف الدجاجة ـ في المنزل.
وفي الوقت الحالي، ورغم أن هذه الأسواق المحلية ما زالت موجودة، يشتري معظم سكان المدن من الماليزين الدواجن المجمدة التي تنتجها مزارع ضخمة تديرها شركات مختصة.
ومن أكلات الدجاج المعروفة في المطبخ الماليزي ما يسمى بـ «آيام كامبونغ» (ومعناها الحرفي: دجاج القرية) وهو دجاج يترك ليتغذى في حرية دون تربيته في أقفاص ويعد ذا قيمة غذائية أكبر، ومن المعروف أنه أكثر هزالاً من دجاج المزارع، مما يعني أن به دهوناً أقل. ويتم طهي دجاج الكامبونغ عادة عن طريق البخار أو السلق في حساء.
وكذلك فالبط والإوز هما من مكونات الطعام الماليزي. ويعد دجاج الساتيه (وهو دجاج مشوي مع الفول السوداني وصلصة لبن جوز الهند) من الأطباق المحلية في ماليزيا.

### اللحم البقري
يشيع استخدام اللحم البقري في الطعام الماليزي، إلا أن بعض الماليزيين من معتنقي بعض الديانات (كالهندوسية وبعض مذاهب البوذية) يحرمون تناوله. ويطهى اللحم البقري عادة مع الكاري أو اليخنة أو مشوياً أو مع النودل. يتم استيراد لحوم البقر النيوزيلندي الطازجة التي يتم إعدادها تحت إشراف نظام الذبح الإسلامي الذي تشرف عليه الحكومة إلى ماليزيا ولحوم تلك الأبقار حلال.

### لحم الخنزير
يتناول لحم الخنزير في ماليزيا بشكل عام من هم من أصول صينية، أما الماليزيون من ذوي الأصول الملاوية فهم في معظمهم مسلمون لا يتناولون لحم الخنزير لأسباب دينية. وقد يباع لحم الخنزير المعلب في أقسام خاصة بالطعام غير المباح في محلات السوبر ماركت والهايبر ماركت المحلية، كما يمكن الحصول على لحم الخنزير الطازج من بعض أسواق اللحوم المحلية وبعض محلات السوبر ماركت والهايبرماركت.

### لحم الضأن
يعد لحم الضأن أيضاً أحد مكونات المطبخ الماليزي، ويقصد به ـ بصفة عامة ـ في ماليزيا لحم الماعز أكثر من لحم الخراف، ويستخدم لحم الضأن في أطباق كحساء الماعز، الكاري واليخنة، كما أنه مكون هام من مكونات المطبخ الهندي في ماليزيا.لم يكن يؤكل على نطاق واسع بسبب المخاوف الصحية، فضلا عن نكهته القوية.
اليوم، فإن الطلب على لحم الضأن خلال شهر الصيام وفترة عبد الفطر قد تجاوز الآن ذلك بكثير الديوالي وعيد الميلاد مجتمعة.

### المأكولات البحرية

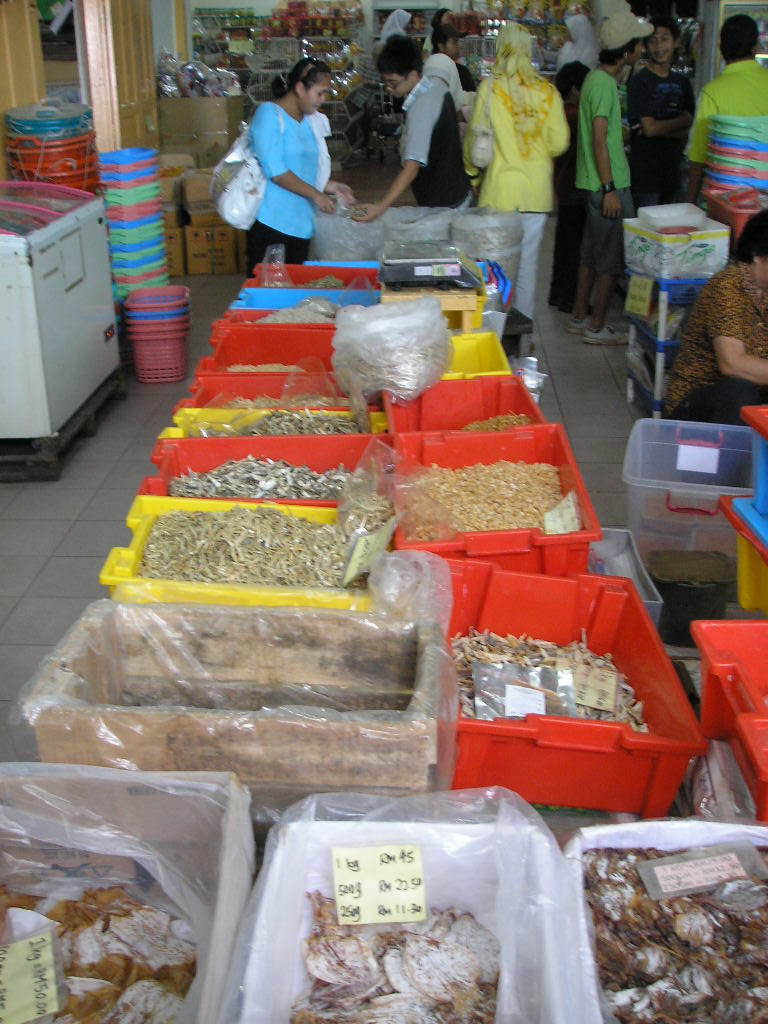
مأكولات بحرية مجففة في سوق ماليزي

توجد في ماليزيا العديد من أنواع المأكولات البحرية، ومنها الجمبري (الروبيان) وسرطان البحر الحبار المحار والأصداف والقواقع الأخطبوط. والمأكولات البحرية هي من المأكولات التي يأكلها أبناء جميع المجموعات العرقية في ماليزيا بلا استثناء، إذ أن مسلمي ماليزيا ـ كغيرهم من المسلمين ـ يعتبرونها أكلاً حلالاً باستثناء بعض أنواع سرطان البحر التي لا تعد حلالاً لأنها تعيش على اليابسة أيضاً وليس في البحر فقط، مع العلم بأن ارتفاع سعر سرطان البحر يمنع الكثير من الناس من تناوله بكثرة من الأساس.

### الأسماك
للأسماك أيضاً وجود في الطعام الماليزي، ومعظم الأسماك المحلية تشترى في اليوم التالي لصيدها، أما الأسماك المجمدة فهي ـ في معظمها ـ مستوردة، وهذه الأسماك (كالسلمون والقُد) تظهر على المائدة الماليزية، غير أنها لا يتم اصطيادها محلياً. وتجمد الأسماك المستوردة إما كاملة أو على شكل قطع وتباع عادةً بالوزن.

## الخضار والفواكه

### الخضروات
تتوفر الخضروات في ماليزيا على مدار العام (إذ لا تتوالى فصول العام الأربعة المعروفة على ماليزيا). وفي موسم المطر يقل أحياناً محصول البلاد من الخضروات، إلا أنه لا يتوقف تماماً، وبالتالي فمن المتاح شراء الخضروات على مدار العام غير أنها في بعض شهور السنة قد تكون أغلى سعراً منها في بقية السنة.

### الفواكه
يتيح مناخ ماليزيا زراعة الفاكهة على مدار العام، ومعظم الفواكه المدارية تُزرع محلياً في ماليزيا أو تستورد من الدول المجاورة، حيث يرتفع الطلب على الفاكهة بشكل عام في ماليزيا، ومن أهم الفواكه في ماليزيا ما يلي:
- الدريان: (ويعرف أيضاً بملك الفواكه) وهو فاكهة مدارية محلية تتميز قشرتها الخارجية بوجود أشواك غليظة ولها رائحة تتميز غير مرغوبة إلا أن طعمها مميز، ويقول عنها سكان جنوب شرق آسيا أن لها «رائحة مثل الجحيم وطعم مثل الجنة»
- الرامبوتان: وثمرته شكلها مميز ولون الثمرة الناضجة أحمر أو أصفر ومغطاة بطبقة من «الشعر».
- المانغوستين: ويسمى أحياناً «ملكة الفواكه».
- الليتشي: وثمرته عبارة عن الثمرة عبارة عن حسلة تتكون من قشرة صلبة سهلة التقشير ولب صالح للأكل أبيض اللون حول بذرة. يشبه اللب لب العنب في الطعم والملمس. وقد يستخدم لتحلية الشاي، ويباع على مدار السنة
- المانجو
- اللونجان: واسمه باللغة الصينية يعني «عين التنين» ويسمى في اللغة الملاوية «ماتا كوجينغ» (وتعني حرفياً «عين القط») وهو يشبه الليتشي.

## أصناف الأطعمة
تأثر المطبخ الماليزي المحلي بالمطابخ الصينية والهندية والتايلندية والعديد من الثقافات الأخرى لينتج في النهاية مطبخاً جديداً متنوعاً وشديد الثراء. وتحتوي الكثير من الأطباق الملاوية على ما يسمى «رمباه» (Rempah) وهو عجينة من التوابل شبيهة بالمسالا (Masala) الهندية. وتصنع الرمباه بطحن التوابل الطازجة و/أو المجففة والأعشاب لتنتج عجينة توابل تقلى بعد ذلك في الزيت لتنتج رائحتها العطرية المميزة.[1]

### الأصناف الملاوية
- كانكونغ بيلاكان (Kangkung belacan): وهو نوع من الخضروات الورقية المائية (سبانخ الماء) التي يتم قليها مع صلصة معجون الروبيان (البيلاكان) ذات الطعم اللاذع والفلفل الأحمر الحار. وهناك أطعمة أخرى تطهى بنفس الطريقة مثل البيتاي (petai) (الذي يكون طعمه مراً إلى درجة كبيرة إذا أُكل نيئاً)، وما زالت بعض الأجيال القديمة من الماليزيين تتناوله كما هو) والفاصوليا ذات الحبة الطويلة.
- كيروبوك ليكور (Keropok lekor) وهو من الأطعمة المميزة لولاية ترغكانو وغيرها من ولايات الساحل الشرقي من شبه جزيرة الملايو، وهي كعكة لاذعة تصنع من مزيج من العجين والسمك المجزأ، ويؤكل مع الصلصة الحارة بعد تقطيعه إلى شرائح وقليه.
- كويه (Kuih) وهي كعكة تؤكل عادةً في الصباح أو منتصف النهار.
- إيكان باكار (Ikan Bakar بالملاوية: السمك المحروق) وهو سمك مشوي على الفحم مع صلصة بالفلفل الأحمر الحار أو الكركم أو غيرهما من التوابل.
- ناسي ليماك (Nasi Lemak): وهو أرز مطبوخ مع حليب جوز الهند ويقدم مع الأنشوجة والجوز المحمص والخيار وشرائح البيض وعجينة من الفلفل الأحمر تسمى «سامبال» مع الكاري والرندانغ.
- ناسي داغانغ (Nasi Dagang): وهو نفسه الناسي ليماك السابق وصفه ولكن في الساحل الشرقي من شبه جزيرة الملايو، في ولايتي ترغكانو وكلنتن.
- ناسي كيرابو (Nasi Kerabu): وهو نوع من الأرز أزرق الحبة (حيث يصبغ باستخدام نوع من الزهور أزرق اللون)، ومنشأه في ولاية كلنتن.
- ناسي بابريك (Nasi Paprik): ومنشأه من جنوب تايلند، وهو عبارة عن أرز مع ما يسمى باللاوك والدجاج.
- ناسي غورنغ كامبونغ (Nasi Goreng Kampung): وهو نوع من الأرز المقلي، ويمزج ـ تقليدياً ـ بنكهة السمك المقلي المطحون (الماكريل في العادة ـ قد تستخدم الأنشوجة المقلية كبديل له حالياً).
- حساء السوتو مع المي هون أو معجنات الكيتوبات ketupat.
- أبام باليك (Apam Balik): وهو خبز يشبه الفطير، ويحشى بالسكر والذرة والجوز الخشن.
- بولوت (Pulut): وهو أرز دبق يقدم إما مع الرندانغ أو مع جوز الهند والسكر المحروق.
- سيروندينغ (Serunding): وهو لحم مفروم ممزوج بالتوابل.
- ناسي بيرلاوك (Nasi Berlauk): وهو أرز بسيط يقدم مع أنواع عديدة من الأطباق.
- آيام بيرسيك (Ayam Percik): وهو دجاج مشوي مع صلصة متبلة.

### الأصناف الهندية
يتشابه المطبخ الهندي في ماليزيا كثيراً مع جذوره الهندية. ومن عادات الطعام أن تغسل الأيدي قبل تناول الطعام وتستخدم اليد اليمنى في تناوله.
- الأرز بأوراق الموز: وهو أرز أبيض يقدم على ورقة موز مع تشكيلة من الخضروات، واللحم أو السمك المتبل بالكاري، البابادم.
- التوساي (أو الدوساي): وهو خليط مصنوع من العدس والأرز بعد تخميرهما في الماء طوال الليل، ويُفرد هذا الخليط في طاسة مسطحة ساخنة ليصير قرصاً رقيقاً دائرياً، حيث يجري قليه في الزيت أو السمن حتى يتحول لونه إلى البني الذهبي، وقد يقلى التوساي جزئياً. ثم يطوى الناتج النهائي بعناية ويقدم مع السامبار (كاري الخضروات) وصلصة جوز الهند.
- إدلي (Idli): ويصنع من العدس (وخاصة العدس الأسود) والأرز على شكل فطائر قطرها عادةً ما بين بوصتين وثلاث بوصات باستخدام قالب ثم يعرض للبخار. ويتناول غالباً في طعام الإفطار أو كوجبة خفيفة (سناك). ويقدم الإدلي عادة بشكل زوجي مع الصلصة أو السامبر أو غيرها من المشهيات.
- بوتو مايام (Putu Mayam): وهو طبق حلو يتكون من شعرية الأرز مع مكونات رئيسية تتمثل في جوز الهند والجاغري (jaggery)(نوع محلي من السكر غير المكرر)، ويقدم مع جوز الهند المبشور والجاغري أو مع مكعبات السكر غير المكرر. وفي بعض المناطق يحلى بسكر نخيل جوز الهند (المسمى غولا ميلاكا). ومن أشكال البوتو مايام أيضاً ما يسمى «بوتو بيرينغ» وفيه يستخدم عجين دقيق الأرز لعمل كعكة تحشى بجوز الهند والسكر المحروق.
- البرياني: وهو طبق من الأرز المصنوع من خليط من التوابل والأرز البسمتي واللحم/الخضروات والزبادي. ويفضل طبخ هذه المكونات معاً في المرحلة الأخيرة من الإعداد الذي يستغرق وقتاً طويلاً. كما تتوفر حالياً توابل البرياني سابقة الخلط في الأسواق تحت أسماء تجارية مختلفة، وذلك بغرض توفير وقت الإعداد، رغم أن المذاق يختلف بشكل كبير عن البرياني المعد منزلياً.
- جباتي (أو تشاباتي Chapati) وهو نوع من الخبز الذي يرجع منشأه إلى البنجاب، ويصنع من عجينة دقيق الأتّا (المشتق من بذور القمح القاسي الكاملة) والماء والملح، وتفرد العجينة على شكل أقراص قطرها 12 سنتيمتراً تقريباً يتم خبزها على الوجهين في فرن أو مقلاة شديدة الحرارة. ويؤكل الجباتي عادة مع أطباق كاري الخضروات، حيث يطوى ويتم تناول الطعام به.
- الكاري: يستخدم الماليزيون الهنود في صناعة الكاري الكثير من التوابل ولبن جوز الهند وأوراق الكاري، ومن أكثر أنواع الكاري شعبية كاري الدجاج كاري السمك وكاري الحبار.

وقد اكتسبت أطباق مسلمي ماليزيا ذوي الأصول الهندية طابعاً ملليزياً مميزاً، ومن أشهر أطعمة المسلمين الهنود ما يسمى «ناسي كاندار»، الذي ترجع أصول ظهوره إلى ولاية بينانغ، كما تنتشر على امتداد البلاد عربات ومطاعم الماماك الذي يجد شعبية كبيرة بين السكان المحليين ويظل بعضها مفتوحاً يقدم هذه الوجبة على مدار ساعات اليوم الأربع والعشرين، وهو طعام سريع واقتصادي.